# Bactrocera garciniae
Bactrocera garciniae
 es una especie de díptero que Mario Bezzi describió por primera vez en 1913. Bactrocera garciniae pertenece al género Bactrocera de la familia Tephritidae. 